# Wappen Rumäniens
Das Wappen Rumäniens existiert in der aktuellen Fassung seit dem Jahr 2016. Es zeigt einen goldenen Adler auf blauem Grund.

## Symbolik
Als zentrales Element zeigt das Wappen Rumäniens einen goldenen Adler. Dieser Adler erscheint ebenso auf den Wappen des Kreises Argeș und der Städte Pitești und Curtea de Argeș. Er symbolisiert die Dynastie Basarab, die es erst ermöglicht hat, dass sich die Țara Românească (= „rumänisches Land“) gebildet hat. Der Adler, Symbol der lateinischen Wurzeln und des Adels, steht für Mut, Entschlossenheit, das Bestreben nach etwas Höherem, Kraft und Größe. Der azurfarbene Schild symbolisiert den Himmel. Der Adler hält in seinen Krallen die Zeichen der Macht: ein Streitkolben und ein Schwert. Das Letztere soll an den moldauischen Herrscher Ștefan cel Mare (Stefan der Große, 1457–1504) erinnern, der auch unter dem Namen „Der Athlet Christi“ bekannt wurde. Der Streitkolben soll Mihai Viteazul (Michael den Tapferen, 1593–1601) rühmen, den ersten Vereiniger der rumänischen Länder.
Auf der Brust des Adlers befindet sich ein in fünf Felder geteilter Schild mit den Wappen der historischen rumänischen Provinzen: Im ersten Feld steht der Goldene Adler für Țara Românească für die (Große) Walachei, im zweiten Feld steht der Kopf eines Auerochsen für Moldau, im dritten Feld kombiniert Symbole für das Banat (die Brücke) und für die Kleine Walachei (der Löwe), im vierten Feld stehen die beiden Delphine für die Dobrudscha, und das fünfte Feld zeigt das Wappen Siebenbürgens, wobei traditionell der schwarze Turul für die Ungarn, Sonne und Halbmond für die Szekler und die Sieben Türme für die Siebenbürger Sachsen stehen. Bei dem Adler der Walachei wird auch die Ableitung vom ungarischen Turulvogel diskutiert. Die rumänischen Fürstentümer gingen organisatorisch aus Vasallenstaaten hervor, die vom König Béla IV. (Ungarn) zum Schutz der ungarischen Ostgrenze nach dem Mongolensturm eingerichtet wurden.

Walachei
Moldau
Siebenbürgen

## Geschichte
Nach der Vereinigung von Walachei und Moldau griff man auf die Wappensymbole der beiden Fürstentümer zurück, allerdings wurde das Wappen in den 1860er Jahren nicht einheitlich verwendet und variierte in den Darstellungen. 1866 wurde der Hohenzoller Carol I. Fürst und ein Jahr später wurde ein Gesetz erlassen, in dem das Aussehen des Wappens beschrieben war. Dabei standen die beiden Adler für die Walachei und die beiden Auerochsen für die Moldau. Das kleine Schild mit den silber-schwarzen Farben stand für die Hohenzollern. 1872 gab es eine Änderung des Wappens. In der unteren Hälfte wurden nun ein Löwe für die kleine Walachei und zwei Delfine für die Dobrudscha dargestellt.
Nach dem Ersten Weltkrieg vergrößerte sich Rumäniens Staatsgebiet erheblich und das Wappen wurde angepasst. Das zweite Feld symbolisierte nun Moldau mit Bessarabien und Bukowina, das dritte Feld (unten) das Banat, das vierte Feld Siebenbürgen und unten dazwischen Dobrudscha.
Nach dem Zweiten Weltkrieg geriet Rumänien in das Einflussgebiet der Sowjetunion und es wurden alle Wappen verboten. Man wählte 1948 ein Emblem nach sowjetischem Vorbild auf dem ein Traktor abgebildet war und das den Schriftzug RPR (Republica Populară Română, dt. Volksrepublik Rumänien) trug und mit Weizenähren umrahmt war. Noch im selben Jahr wurde es allerdings geändert. Nun war darauf eine Landschaft mit grünem Feld, Tannenwald, Bergmassiv und Bohrturm abgebildet. 1952 wurde der typische sowjetische rote Stern hinzugefügt und nachdem 1965 die Sozialistische Republik Rumänien ausgerufen worden war, wurde der Schriftzug RPR ersetzt durch România.
Bereits 1990, nach dem Fall des Ceaușescu-Regimes, gab es eine Diskussion um ein neues Wappen. Das alte Wappen war in breiten Teilen der Bevölkerung äußerst verhasst und es wurde während der Revolution von 1989 vielerorts aus der Flagge herausgerissen bzw. herausgeschnitten. So wurde die rumänische Flagge mit einem Loch in der Mitte zu einem der wichtigsten Revolutionssymbole – ähnlich, wie es in Ungarn 1956 die dortige Nationalflagge mit dem Loch gewesen war.
Das im Kern aktuelle Wappen wurde am 10. September 1992 als repräsentatives Wappen für die Republik Rumänien im rumänischen Parlament beschlossen. 2016 gab es eine kleine Änderung: der Adler erhielt eine Krone, die der tatsächlichen „Stählernen Krone“ (Coroana de Oțel) des Königreichs Rumänien ähnlicher sieht als die „heraldische“ Version. Als Begründung wurde die Unabhängigkeit, Souveränität und Einheit des Landes angeführt. Bis Ende 2018 müssen die Behörden an allen Stellen das aktuelle Wappen eingeführt haben.

Fürstentum Rumänien (1872–1881)
Königreich Rumänien (1881–1921)
Königreich Rumänien (1921–1947)
Volksrepublik Rumänien
Sozialistische Republik Rumänien
Republik Rumänien bis 2016